# Clive Barker’s Undying
Clive Barker’s Undying (в локализации «Клайв Баркер. Проклятые», дословно Undying — «Бессмертные») — компьютерная игра, созданная на модифицированном движке Unreal Engine в жанре мистического хоррор-экшена от первого лица, разработанная DreamWorks Interactive и изданная Electronic Arts в 2001 году. Игра была выпущена исключительно на PC-платформе для операционных систем семейства Windows, позже портирована на Mac OS X. В разработке участвовал знаменитый автор романов ужасов и режиссёр Клайв Баркер. В России проект был локализован компанией Soft Club. Слоганы игры: «Переживи ужас. Или умри, пытаясь» (англ. Live the horror. Or die trying), «То, что вас не убивает, заставит пожалеть об этом» (англ. What does not kill you, will make you wish it had).
Действие игры разворачивается как в Ирландии начала XX века, так и в параллельных измерениях. Согласно сюжету Undying, главный герой Патрик Гэллоуэй, владеющий экстрасенсорными способностями, прибывает в старинное родовое поместье к своему другу Иеремии. Он соглашается помочь ему в борьбе с проклятием, настигшим семью Ковенантов. Попутно Патрику необходимо отправиться в прошлое и умертвить членов семьи, обратившихся в нежить. Игра использует двуручную боевую систему, совмещающую различные виды оружия и заклинаний. Игрок может сражаться с противниками, периодически решать головоломки, в том числе применяя дар ясновидения, и читать дневник, раскрывающий сюжетные подробности.
Проект был высоко оценён критиками и считается вехой как в истории игровой фантастики, так и в эволюции хоррор-игр. Обозреватели отметили как исключительный уровень графического исполнения и звукового сопровождения, а также похвалили высокую долю атмосферности, интригующий сюжет и элементы ужаса. Впрочем, рецензенты находили некоторые недоработки, такие как несбалансированность игрового процесса и избыточную линейность. Получив ряд наград, игра номинировалась на премию BAFTA. Несмотря на поддержку со стороны прессы и поклонников, Clive Barker’s Undying продалась крайне низким тиражом, что исключило возможность появления продолжения.

## Игровой процесс
Игра Clive Barker’s Undying относится к жанру боевиков от первого лица. В «Проклятых» три уровня сложности — «Лёгкий» (англ. Easy), «Средний» (англ. Medium) и «Кошмарный» (англ. Nightmare). В игре встречаются головоломки, требующие тщательного планирования способов их решения со стороны игрока. Двуручная боевая система позволяет использовать разнообразный набор оружия дальнего и в меньшей степени ближнего боя, как имеющего реальные прототипы, так и фантастического характера. К ним, в частности, относятся револьвер, коктейль Молотова, двуствольный дробовик, гарпун, похожая на голову золотого дракона Тибетская пушка войны, Коса Кельтов, Камень Гельзиабара и яйца Феникса. У большинства видов оружия есть альтернативный режим действия. На локациях также встречаются различные виды боеприпасов, включая серебряные пули, динамит, эфирные ловушки, позволяющие ловить призраков, аптечки.
В игре также существует набор из восьми заклинаний, изучаемых героем посредством магических свитков. Большинство из них приобретаются в обязательном порядке и необходимы для прохождения. На использование заклинаний расходуется магическая энергия, которая со временем восстанавливается самостоятельно. Заклинания могут быть улучшены до пяти раз при помощи усилителей. К видам магии относятся Воскрешение (англ. Invoke), Эктоплазма (англ. Ectoplasm), Рассеивание (англ. Dispel), Молния (англ. Lightning), Скорость (англ. Haste), Буря Черепов (англ. Skull Storm), Щит (англ. Shield) и прочие. Некоторые из них позволяют воскрешать мёртвых, другие ориентированы на одиночные, либо массовые атаки, третьи могут увеличивать скорость передвижения протагониста, либо его защиту. Особенно часто применяется экстрасенсорные способности ясновидения (англ. Scrye), которые, помимо всего прочего, позволяют увидеть события далёкого прошлого, либо ближайшего будущего, а также открывают порталы в иные миры. На некоторых уровнях Патрик может левитировать.
Главный герой ведёт дневник. Он состоит, во-первых, из собственных заметок, пополняющихся по мере продвижения по сюжету; во-вторых — из записок, писем, фрагментов чужих дневников, посланий, адресованных напрямую Патрику, которые находятся в различных местах игры; в-третьих — из кратких описаний свойств оружия, магии или предмета, которые возникают после их появления в инвентаре. Иногда в заметках содержатся и текущие подсказки по прохождению. В проекте также можно встретить мини-игру по отстрелу пролетающих летучих мышей, а также скрытые сцены, являющиеся пасхальными яйцами, некоторые из которых активируются только при введении чит-кодов. После смерти главного героя следуют различные fatality-анимации. Так, скелеты могут вырвать у Патрика сердце, а Ревуны — откусить голову.

## Сюжет
Действие разворачивается осенью 1923 года. Главный герой, ирландец Патрик Гэллуэй (англ. Patrick Galloway), был много лет назад изгнан из родной страны. За прошедшие годы он успел прославиться как знаток оккультных наук и удачливый борец с потусторонними явлениями. Однажды, вернувшись после долгой отлучки домой, он находит уже полгода дожидающееся его письмо. Писал ему прежний командир времён Первой мировой войны и старый друг Иеремия Ковенант (англ. Jeremiah Covenant) — владелец большого поместья в Ирландии. Ранее Иеремия спас Патрика во время нападения группы бандитов Трсанти на отряд английской армии. С тех пор главный герой получил странный предмет — Камень Гельзиабара. Иеремия просит Патрика как можно скорее приехать и помочь ему, не вдаваясь при этом в подробности.
Патрик застаёт Иеремию умирающим и выясняет, что тот волнуется о родовом проклятии, с давних пор преследующим его семью. В детстве он вместе с четырьмя младшими братьями и сёстрами отыскал в отцовской библиотеке древнюю книгу, и, забавляясь, прочитал заклинание из неё на Острове Камней, древнем памятнике кельтской культуры, расположенном недалеко от поместья. После этого все пятеро детей, ещё начиная с детского возраста подверглись воздействию некого злого рока. Мать семейства Эвелин умерла при родах. Самая младшая сестра, Элизабет (англ. Lizbeth), обычная спокойная, но страдающая от резких и беспричинных приступов агрессивности, умирает от истощения и чахотки. Младший сын Амброзий (англ. Ambrose), в приступе гнева убивает отца семейства, Иосифа (англ. Joseph), и, убегая от полиции, прыгает с обрыва в море. При странных обстоятельствах пропадают без вести двое близнецов — погружающийся в безумие художник Аарон (англ. Aaron) и безжалостная интриганка Вифания (англ. Bethany), которые имели между собой неприязненные отношения. Иеремия считает, что души его братьев и сестёр не упокоены. По ночам прислуга видит разгуливающую по особняку Элизабет, а призрак Аарона постоянно преследует как Иеремию, так и Патрика.

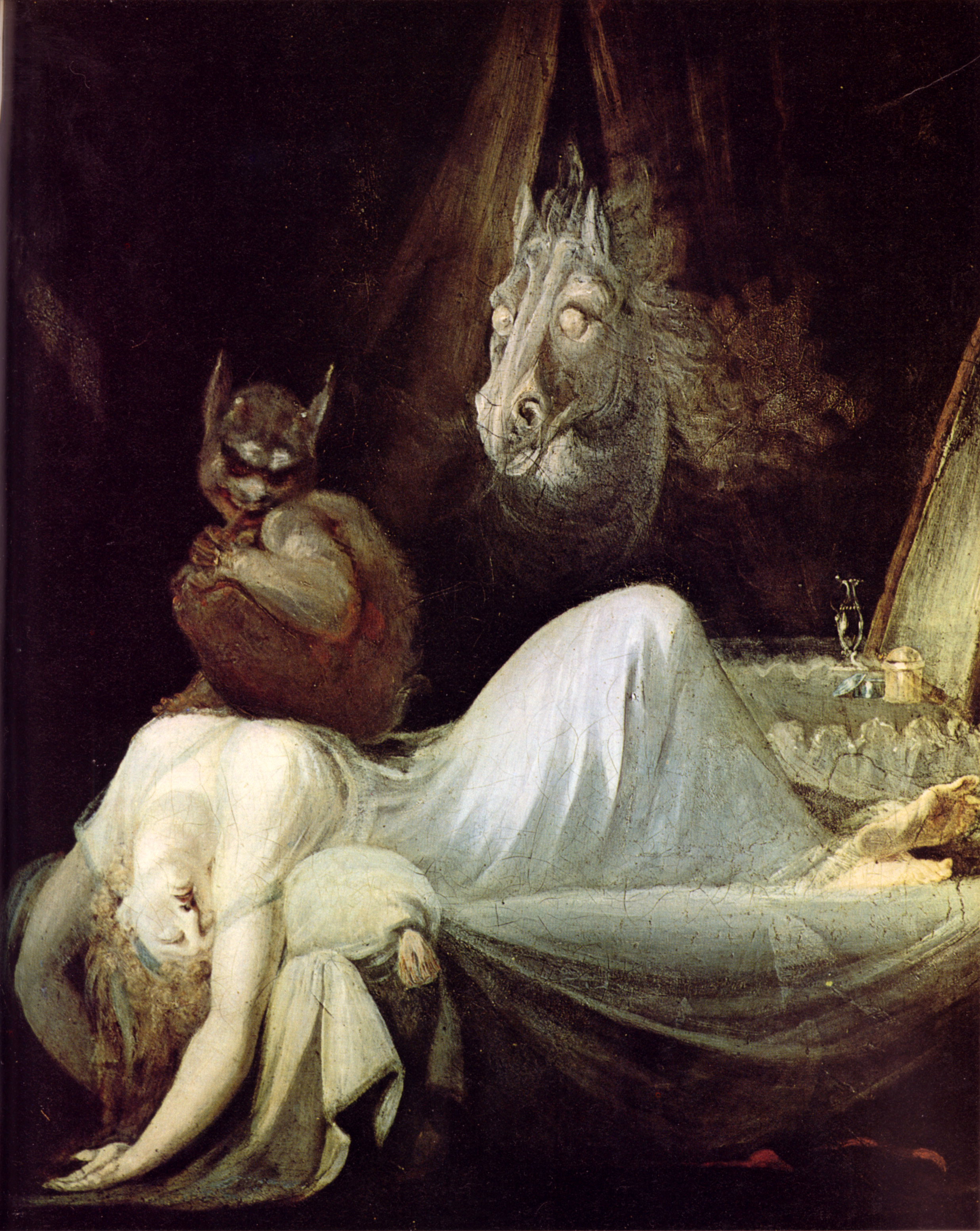
В поместье Ковенантов можно встретить ряд репродукций картин известных художников, включая Караваджо, Рафаэля и самого Баркера. На иллюстрации — «Ночной кошмар» Иоганна Фюссли

Главный герой попадает в потусторонний мир Онейрос, где встречает оккультиста и давнего неприятеля Отто Кейсинджера (англ. Otto Keisinger), прибывшего из Германии с целью изучения Стоячих Камней. Ранее Кейсинджер таинственно исчез после обвинения Патрика в убийстве. Овладевая новой магией, Отто открыл путь в разрушенный город Снов, где и обосновался. После небольшой стычки он ретируется, а протагонист вновь попадает в реальный мир. Патрик добирается до руин древнего монастыря. Выполнив ритуал, он попадает сквозь озеро в прошлое, когда все постройки ещё были целы. Там он похищает Косу Кельтов, оружие, обнаруженное монахами из Братства святого Георгия у Камней. Коса влияла на её обладателей, что в конечном итоге привело к гибели большей части аббатства. После он вновь попадает в 1923 год. Главный герой слышит пение, и подходит к Эвелин. После того как Патрик дотрагивается до неё, подгнившее тело матери семейства Ковенантов безжизненно падает. Протагонист сражается с появившейся Элизабет и отрубает Косой её голову, и все ещё скалящуюся и угрожающую, сбрасывает с обрыва.
Патрик находит записки Амброза, и понимает, что тот инсценировал собственную смерть, а сам всё это время прятался в пещерах, возглавив Трсанти. Также становится понятно, что художника Аарона убила его сестра Вифания, отрезав ему нижнюю челюсть. Главный герой спешит в особняк. На месте он застаёт Амброза, угрожающего убить Иеремию, если Патрик не отдаст Камень Гельзиабара. Получив камень Амброз резко увеличивается в размерах и ударом топора отрубает голову Иеремии. Патрик мстит за смерть друга и убивает Амброза. После битвы на протагониста нападает Гончая Гельзиабара и он теряет сознание.
Главный герой просыпается в своей комнате. Он добирается до полуразрушенной башни, попутно отражая атаки призрака Аарона. Добравшись до пункта назначения Патрик вновь попадает в Онейрос, где выясняет, что именно Отто убил Вифанию, а также сражается и побеждает Кейсинджера. Обитатели города Снов благодарят Гэллуэйя за спасение от тирана. Вернувшись в поместье Ковенантов, Патрик следует к дому Вифании, где благодаря видениям прошлого находит челюсть Аарона, вырезанную сестрой в качестве отмщения за его издёвки. Вернувшись в особняк, Патрик находит единственную уязвимую форму призрака Аарона — его изуродованный труп, подвешенный на цепях в подвале. Главный герой показывает трупу его челюсть, после чего тот незамедлительно бросается в драку. Патрик уничтожает его при помощи Косы. Колдунья Вифания, понимая, что почти все члены её семьи мертвы, забирает главного героя в мир Вечной Осени. На плато Патрик расправляется и с ней.
Неожиданно из под земли появляются Стоячие Камни и Гэллуэй встречает Иеремию, который благодарит его за уничтожение родственников. Он говорит, что обычное оружие бессильно перед проклятием, а также сообщает, что сила Камня Гельзиабара убила его ещё во время их службы. Однако вскоре он очнулся и стал вечным рабом Бессмертного Короля (англ. Undying King), покоящегося под Камнями. Иеремия решает принести в жертву Патрика и забрать Камень Гельзиабара, дабы обрести силу Короля. Протагонист отрубает голову последнему представителю Ковенантов. Камни улетают в небеса, а из под земли появляется и пропадает сам Король, а после — огромное гусеницеподобное создание со множеством щупальцев. После его смерти, некий человек в балахоне сбрасывает тело Патрика в лодку и забирает Камень. Патрик сообщает, что не знает куда он делся. Силы к нему вернулись только через несколько месяцев. Он говорит, что мумия кельтского воина под Стоячими Камнями была печатью пред вратами в иное измерение, а по всему миру находится множество врат. Финальный монолог: «У этих врат есть стражи, и сейчас я страшусь только одного… Они призывают меня. Вновь».

## Разработка
| Системные требования    | Системные требования                       | Системные требования                               |
| ----------------------- | ------------------------------------------ | -------------------------------------------------- |
|                         | Минимальные                                | Рекомендуемые                                      |
| Microsoft Windows       |                                            |                                                    |
| ОС                      | Windows 95, 98, ME, XP, Vista, 7, 8        | Windows 95, 98, ME, XP, Vista, 7, 8                |
| ЦПУ                     | Pentium II 400 MHz                         | Pentium III 500 MHz                                |
| Объём ОЗУ               | 64 (512) Мб                                | 128 (1GB) Мб                                       |
| Место на диске          | 90 Мб                                      | 610 Мб                                             |
| Информационный носитель | CD                                         | CD                                                 |
| Видеокарта              | DirectX-совместимая видеокарта, Direct3D 8 | 3D графический адаптер, совместимый с DirectX 9.0c |
| Звуковая плата          | DirectX 8                                  | Environmental Audio-совместимая                    |
| Устройства ввода        | клавиатура, компьютерная мышь              | клавиатура, компьютерная мышь                      |

### Создатели
Игра была разработана студией DreamWorks Interactive и издана корпорацией Electronic Arts. Впервые в интерактивном проекте подобного типа участвовал британский писатель, иллюстратор, режиссёр и драматург Клайв Баркер. Под руководством продюсера Брэди Белла (англ. Brady Bell) и геймдизайнера Делленкампа Сайферта (англ. Dellenkamp Siefert) творческая команда, состоящая из 20 человек, работала над «Проклятыми» в течение 18 месяцев. Над игрой трудились трое аниматоров, четверо дизайнеров, столько же программистов и художников, несколько продюсеров и тестеров. Портированием Undying на операционную систему Mac OS занималась Westlake Interactive, а изданием — Aspyr Media. В основе игры была использована обновлённая версия движка Unreal, в котором была изменена анимация и система искусственного интеллекта, были добавлены технологии модуляции тканей и частиц. Лишь один из разработчиков имел опыт работы с Unreal Engine.

### Производственный процесс
Примерно в январе 1999 года Стивен Спилберг связывался с DreamWorks Interactive, и намекал, что хотел бы поучаствовать в разработке компьютерной игры с сюжетом в жанре ужасов и FPS-геймплейной основой, нечто вроде Resident Evil от первого лица. Пару месяцев спустя команда, состоящая из пяти человек, сделала наброски будущей истории и создала на движке Unreal Engine сюрреалистичный и причудливый дом с приведениями. На тот момент у них отсутствовала лицензия на использование данного программного обеспечения. Основной упор был сделан на игровой процесс. Итоговый результат понравился Спилбергу, но более с проектом он никак не был связан. Белл понимал, что необходимо и дальше развивать историю, дабы соединить все элементы хоррора воедино. Несколько позже, спустя семь месяцев после старта работ, штатный художник Брайан Хортон (англ. Brian Horton), благодаря своим связям в индустрии комиксов, познакомил команду с Клайвом Баркером. К нему домой был перенесён компьютер и была продемонстрирована демоверсия Undying. После просмотра Клайв в течение последующих двух часов набросал несколько концептов персонажей и озвучил целый список собственных предложений по введению различных изменений в повествование.
«DreamWorks Interactive была создана чтобы разрабатывать большие игры с богатой историей и интересными персонажами — это и было нашей основной целью в Undying. Вклад Баркера был существенным, он был гораздо более щедр как на потраченное время, так и на идеи, чем мы от него ожидали», — говорил Белл. Клайв создал мифологию для повествования, сформированного студией. «Это не одна из тех игр, в которых надо бегать как сумасшедший и стрелять во всё, что движется», — говорил Баркер. Он отмечал, что у творческой команды были проблемы с сюжетом, и работа с DreamWorks Interactive была захватывающей, как «прыжок на глубину бассейна». Писатель считал, что некоторые моменты игры засоряли её, не позволяя повествованию течь. Он называл это «эффектом Криса Картера». Впрочем команда не желала переносить его наиболее зрелые идеи в проект, касающиеся сексуальных сцен, чтобы сохранить ориентацию на массового потребителя. Помимо прочего, Клайв озвучивал роль Амброзия. Запись была сделана в конце ноября 2000 года в студии Soundelux в Голливуде.

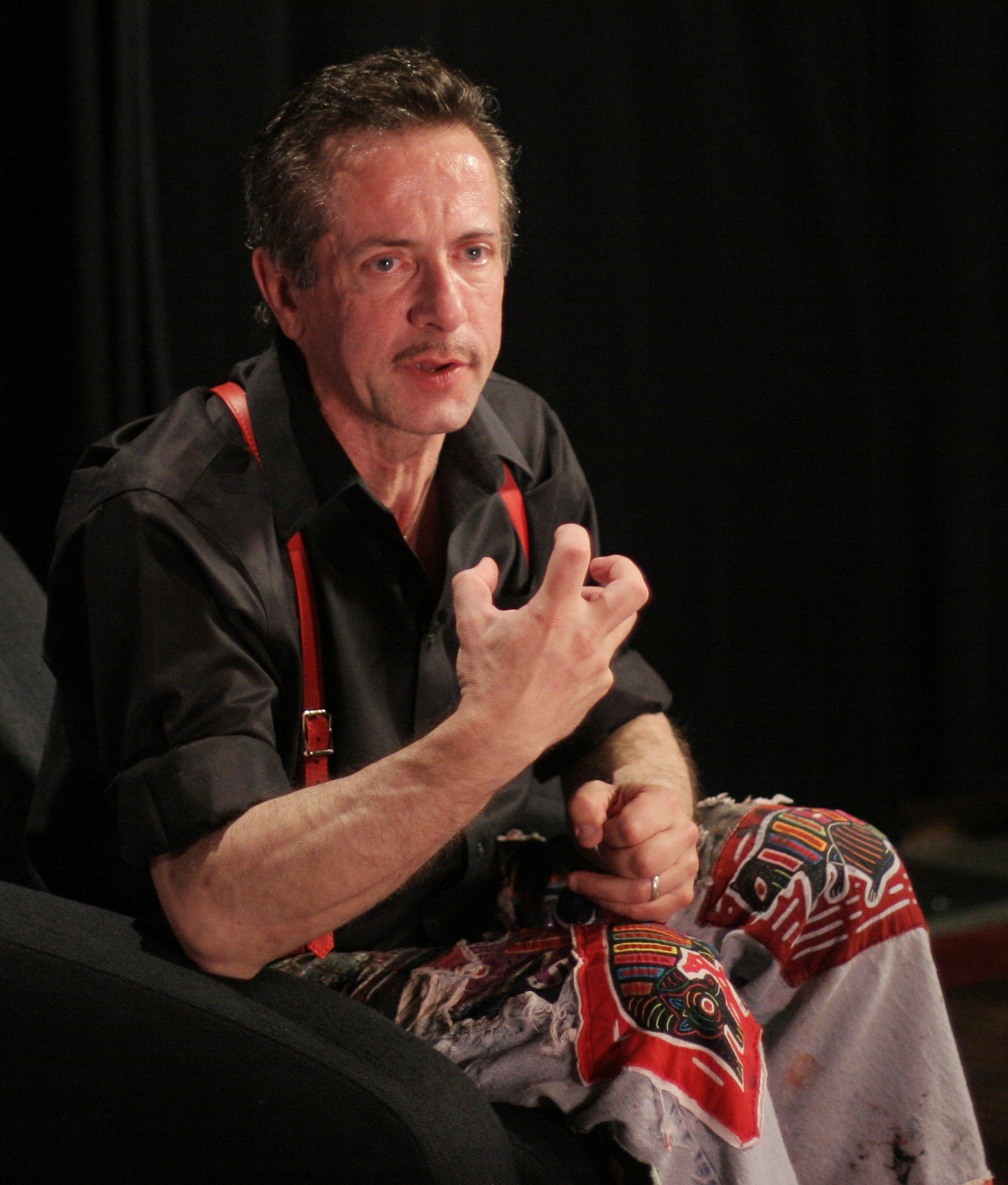
Клайв Баркер заявлял, что для позиционирования видеоигр как искусства нужна мощная и резонансная история

Ранее Баркер не занимался разработкой компьютерных игр, и, будучи любопытным художником, чувствовал, что открыл новую область для исследований. По его словам, ему нравилось, благодаря современным технологиям, находить иные способы подачи истории. Клайв считал себя творческим консультантом и членом команды. Он был тесно связан с историей, которая уже существовала на момент его присоединения к студии. Баркер заявлял, что нельзя напугать зрителя, если не испытываешь страха, поэтому зачастую его задача состояла в том, чтобы поставить художников и писателей на место персонажа в той или иной ситуации. DreamWorks Interactive разрешала ему вмешиваться в любую часть производственного процесса. Он менял тонкости сюжетных перипетий, дабы мифология была напрямую связана с психологией персонажей.
После проработки истории, разработчики занимались дизайном персонажей, а впоследствии перешли к формированию окончательного вида локаций. «Я ничего не делал с монастырями и стенами усадьбы, так как полностью полагался на дизайнеров. Что же касается Онейроса, я хотел только убедиться, что он глубок и головокружителен настолько, насколько это возможно… У него должна быть странная логика, которую он и получил», — говорил Баркер. Для игры было разработано около двух десятков существ, некоторые из которых имеют свыше пятидесяти анимаций.
Брайан Хортон, ведущий художник Undying заявлял, что в игре встречается 42 персонажа. Спустя месяц после начала работ к команде присоединилось семь человек, трое из которых были художниками. Джонатан Грегерсон разрабатывал дизайн монстров, а также задние виды местности. Дэнни Келлер, помимо прочего занимавшийся анимацией, создавал приспешников Амброзия — Трсанти. Рион Вернон разработал внешний вид финального босса. Один из лидеров арт-команды, Джефф Хейни, будучи опытным специалистом в области иллюстрирования, помогал Хортону на протяжении всего производственного процесса. Сайферт предоставлял сведения, в которых отражалось в каком мире жили существа и чем они занимались. По мнению Хортона, указанный контекст был также важен, как и индивидуальное описание. Ревун был представлен как существо, живущее в сырых, тёмных норах и катакомбах в недостатке солнечного света. Так как он должен был рыть норы, то в центре его дизайна — длинные когти. На внешний вид существ влияла и определённая группировка. Так монстры из Онейроса напоминали скваттеров в умирающем мире, существующих во враждебном окружении. Между ними происходят межличностные войны, в которых есть охотники и жертвы, одиночки и группы. Над дизайном главных героев команда работала на протяжении месяца. Наброски внешнего вида Патрика, Кейсинджера, Элизабет, Амброзия, Аарона, Вифании и Иеремии оценивали продюсеры, давали свои комментарии, после чего арт-группа осуществляла редизайн.

### Звуки и музыка
Над музыкальным сопровождением и звуковым дизайном игры работали композитор Билл Браун (англ. Bill Brown), дизайнеры Джек Грилло (англ. Jack Grillo) и Эрик Крэйбер (англ. Erik Kraber). Браун сочинил музыку для катсцен с использованием живого хора. Тексты песен были составлены на латинском и гаэльском языках. Запись была сделана в церкви. После Браун работал с треками непосредственно в студии и отдельно записал оркестровое сопровождение. Только спустя год всё звуковые дорожки были сведены в единые треки в течение трёх недель работы. «Это очень хороший пример замечательных результатов, которых можно достичь только путём привлечения композитора, проекту которого дали зелёный свет!» — восклицал Браун.
В большинстве уровней звучит эмбиентное звуковое сопровождение, представляющее собой динамически смешанные звуковые эффекты, тонко передающее эмоции игроку. По мнению команды, создание эмбиента было самым захватывающим процессом звукового проектирования. Чтобы создать эффект напряжения и страха, студия объединяла реальные шумы со звуками, которые издают музыкальные инструменты. Так, когда Патрик забирался на скалу, с которой открывается вид на океан, игрок мог услышать шум волн, свист ветра с диссонирующим сочетанием струнных. В глубоком подвале звук капающей воды сочетался с оркестровыми духовыми инструментами. Каждая локация обогащена широким спектром звуков, что добавило динамичности и непредсказуемости саундтреку. Крэйбер сообщал, что при работе над звуками оружия команда пыталась найти баланс между уникальностью и динамизмом. Первый записанный трек базировался на звучании револьвера времён гражданской войны, у которого очень чётко щёлкал ударно-спусковой механизм. Звук порохового заряда был записан благодаря ружью и .44 Магнуму. Для заклинания Mindshatter, которое дезориентирует противника, был использован свист пули, звучащий в обратном порядке.

### Повествование и герои
Сюжетно «Проклятые» представляют собой тёмную сагу о семье бессмертных, сталкивающихся с существами из иных измерений в декорациях Ирландии XIX века. История включает в себя кельтский фольклор и готические элементы. Баркер говорил: «Я люблю семейные саги. Они — драмы наших жизней, в которых мы живём». Писатель хотел воплотить историю в рамках нелинейной среды, которая предоставляет множество вариантов повествования. Баркер отмечал высокую долю кинематографичности проекта, не столь яркую как в «Покемонах», а выполненную в серых оттенках, сепии, а иногда и красных тонах. В «Проклятых» можно проводить параллели как с творчеством Говарда Лавкрафта, так и Эдгара Алана По. Некоторые локации и пейзажи определённо имеют связь с пространствами Лавкрафта, в то время как отношения в семье Ковентов выстраиваются по канонам По, что роднит их с «Падением дома Ашеров». Своё влияние также оказали «Восставший из ада» и «Дракула».
Одной из реальных проблем игровой индустрии Клайв считал предсказуемость: «Вот пистолет, вот чудовище — вы знаете что делать». Однако сотрудники DreamWorks Interactive были более заинтересованы в создании атмосферы и проработке персонажей, чем в статистике убитых врагов. Хоррору в игре предшествует его предзнаменования — записи в дневнике, звуковые сигналы. Пустынные катакомбы, звуки в тенях, разбросанные трупы создают атмосферу ещё до появления первого врага. Готика в повествовании находит отражение в антураже: дом с привидениями, семья в упадке. Эти элементы, в свою очередь, постепенно преображаются в космический Лавкрафтовый рассказ. События большей части сюжета разворачиваются в особняке. Появление в нём существ зависит от контекста истории. Так Патрик может пересекать кухню множество раз, до тех пор пока не разозлит призрака Аарона и он не станет бросать в героя ножи и другие предметы.
На ранних этапах разработки протагонист носил имя графа Магнуса Вольфрама (англ. Magnus Wolfram) и описывался как духовный наследник Индианы Джонса. Баркер раскритиковал как имя главного героя, которое не могло встретиться в реальности, так и образ дородного лысого татуированного парня, обладающего нечеловеческой силой. Клайв много работал над дизайном персонажей и полностью трансформировал внешний вид протагониста, сделав его более сексуальным. Будучи открытым гомосексуалом, Баркер напутствовал команду: «Возвращайтесь с героем, с которым я мог бы переспать!». DreamWorks Interactive придумала новое имя для персонажа — Патрик Гэллуэй и избавилась как от татуировок, так и лысины. У героя бёдра стали стройными, плечи — широкими, и в целом он стал напоминать молодого Мела Гибсона и Харрисона Форда. С точки зрения характера он получился более спокойным. Клайв был впечатлён — он счёл дизайн Патрика великолепным, «… он больше не кукла Кен, и это важно, поскольку всё высохнет на корню, если в нём не будет правдивости». Баркер характеризовал Элизабет как чрезвычайно сексуальную и пугающую героиню, а Амброзия — как отвратительного персонажа, паршивую овцу семьи, чей голос напоминает Кэрол Чэннинг.

### Разработка геймплея

Скриншот из игры. Патрик атакует Эктоплазмой скелета на кладбище. В левой руке он держит Камень Гельзиабара, позволяющий отталкивать врагов. Снизу также заметны иконки, отображающие текущее состояние здоровья и маны, а также количество использованных усилителей

Ориентация на вид от первого лица была одной из приоритетных задач разработчиков. Они отмечали, что хорроры традиционно создаются от третьего лица. Некоторые скептики считали, что ужас нельзя передать в FPS-перспективе, но DreamWorks Interactive опровергли эту точку зрения: «… не нужно беспокоиться о персонаже, если ты находишься в его ботинках». По их мнению вид от первого лица создает более интимный мир. Наблюдение собственными глазами за древними руинами и затененными коридорами усиливается звуковыми эффектами и ограниченным полем зрения. Подтвердило мнение студии и вышедшая во время разработки Aliens versus Predator. Только анимации смерти главного героя отображаются в режиме от третьего лица.
Участие в проекте Клайва Баркера позволило команде убедиться, что геймплей игры на фоне повествования выглядит насыщенным и интересным. Ведущий дизайнер Делл Сайферт изначально задумывал проект как шутер с двуручной боевой системой с уникальными видами оружия. Одним из главных ориентиров считался Half-Life. В то время как Баркер углублялся в повествование и формировал окончательный вид монстров, Сайферт пытался достичь баланса между историей и действием. Некоторые повествовательные моменты игры были вырезаны, чтобы сосредоточиться на игровом процессе. Сайферт объяснял это своим желанием сфокусироваться на адреналине, а не сценарии. Так в одном из моментов Undying игроку необходимо преодолеть магический барьер, растратив весь запас магической энергии, которая восстанавливается в течение долгого периода времени. Сразу же после этого он подвергается нападению монстров, которые восприимчивы в первую очередь к магическим атакам. Таким образом команда разрабатывала ситуации, позволяющие игроку планировать нападение.
Во время разработки предполагалось, что будет выпущен патч, который увеличит количество заклинаний с 8 до 16 — по восемь наступательных и оборонительных соответственно, а также добавит в проект многопользовательский режим. Многопользовательский режим предполагал как минимум наличие deathmatch, в котором игрокам предстояло искать усилители и боеприпасы, напоминающий модификацию к Quake Rocket Arena (mod). В данном режиме игры предполагалось наличие десяти уровней, а также возможность скачивания дополнительных карт из сети Интернет. Пользователи при помощи графического редактора должны были иметь возможность создавать собственные миссии — в том числе и для синглплеера. Разработчики также хотели внедрить в геймплей стелс-элементы, которые бы позволяли избегать встреч с нежитью. Однако впоследствии его релиз был отменён. Гарпун, использовавшийся в качестве оружия, которое также можно подзаряжать молниями, был придуман Сайфертом за четыре года до релиза «Проклятых» совсем для другой игры, в которую он так и не попал. В ранних превью фигурировали такие заклинания как Молчание (англ. Silence) и Светлячок (англ. Firefly). Последнее, к примеру, позволяло видеть противников, скрывающихся в многочисленных тенях, а на высоких уровнях прокачки — создавать самонаводящиеся магические снаряды, атакующие врагов в течение короткого промежутка времени.

## Маркетинг и релиз

### Продвижение
Впервые новости о разработке игры опубликовал ресурс Stomped.com. Он сообщил, что проект будет демонстрироваться на выставке Electronic Entertainment Expo 2000 в Лос-Анджелесе. На E3 от Electronic Arts был установлен огромный видеостенд, посвящённый Undying. Во время проведения выставки появились первые подробности о сюжете игры и было опубликовано около десятка скриншотов. Игра на тот момент находилась на стадии бета-тестирования. Релиз игры был намечен на четвёртый квартал 2000 года.
19 января 2001 года Electronic Arts обнародовали короткий видеоролик, демонстрирующий боевую систему Undying. 24 января заработал официальный сайт проекта, содержащий подробную информацию об игре, в том числе описания персонажей, монстров, оружия, заклинаний, локаций; в некоторых разделах были выложены скриншоты и видеоролики. К 29 января появилось сразу несколько клипов, освещающих действие револьвера, ружья и гарпуна, а также нескольких видов магии, включая Invoke. Тизер-трейлер готовила группа Rambo team. Его планировали включить в качестве анонса в проект Alice. Полная версия появилась в декабре 2000 года. По игре было выпущено 192-страничное официальное руководство от Prima Games за авторством Стива Ханейвелла (англ. Steve Honeywell). Оно содержало прохождение каждой локации, советы по освоению заклинаний, оружия и подробные карты местности.

### Выпуск
Релиз проекта на платформе Microsoft Windows состоялся 21 февраля 2001 года в США, хотя первоначально планировался на день святого Валентина. В комплект также вошло 28-страничное руководство и 60-страничный дневник под названием «Семейный альбом Ковенантов» (англ. Covenant Family Ålbum) за авторством Грега Ронча. Порт на Mac OS появился 10 июня 2002 года. Clive Barker’s Undying выпускалась совместно с American McGee’s Alice и вошла в сборник The Vault of Darkness наряду с такими проектами как Dracula: Resurrection, Dracula 2: The Last Sanctuary и Dungeon Keeper 2. Сборник был выпущен 11 мая 2004 года. В 2013 году игра, совместимая с версиями Windows XP, Vista, 7 и 8, появилась в сервисе Good Old Games.
В России проект был локализован компанией Soft Club. Игра была полностью переведена на русский язык, персонажей озвучили актёры московских театров и телевидения. Помимо официальной локализации существовал и ряд пиратских. Свою версию игры выпустила команда 7 Wolf. В ней было оставлено оригинальное озвучение, текстовый материал был довольно качественно перевёден на русский язык. Однако в этой версии Undying было замечено несколько ошибок, связанных с исчезновением букв в текстах. Ещё одну вариацию игры распространяла студия RUS. Местами текст был перевёден неправильно и посредственно, игра отличалась некачественным озвучением, при которой один диалог мог накладываться на другой, а мимика лиц была полностью утрачена. Наконец, локализацией занималась компания «Фаргус Мультимедия», переозвучившая диалоги длительностью в 8 часов. При качественном переводе, ранняя версия игры была испорчена многочисленными критичными ошибками загрузки уровней.
Баркер неоднократно говорил о продолжении франшизы. Обсуждая потенциально возможную Undying II, он хотел продолжить «семейную» тематику игры и цитировал старую итальянскую поговорку: «Семья, убивающая вместе, остаётся вместе». Он желал развития той межпространственной мифологии, которая в первой части была затронута, на его взгляд, поверхностно. Игра должна была стремиться к красоте, интеллектуальности и эмоциональности, вызывая дебаты по поводу своего содержимого. У Клайва уже была сформирована история для продолжения, наполненная ужасом, саспенсом и огромным эмоциональным подтекстом, благодаря которым «можно начать долгий, медленный и устойчивый путь к состоянию искусства». Несмотря на колоритность персонажей, он отрицал возможность написания романа, но сообщал о возможности создания комикса либо экранизации. Сайферт также заявлял, что команда изначально разрабатывала «мир, в который вы хотели бы вернуться».

DreamWorks Interactive также создавали порт игры для PlayStation 2, однако 30 мая 2001 года было объявлено, что его разработка была отменена. Спустя неделю после релиза игра вошла в десятку самых продаваемых игр на PC, но заняла только девятую позицию. На первых строках числились такие проекты как The Sims, Diablo II и Age of Empires II: The Age of Kings. Белл впоследствии заявлял, что продажи игры были настолько плохи, что денег на дальнейшую работу с PS2-версией нет. Это в свою очередь также исключает любую возможность появления продолжения. На определённой стадии разработки всякое упоминание об игре исчезло с официального сайта DreamWorks Interactive. Белл писал: 
И ваши подозрения верны, франшиза «Проклятых» мертва. Отзывы критиков и поддержка игроков были потрясающими, а продажи — отстойными. У меня и у всей PC-команды разбиты сердца, но мы движемся дальше. Выбора нет. Спасибо за вашу поддержку, ребята. Мы старались изо всех сил.Оригинальный текст (англ.)And your suspicions are correct, the Undying franchise is dead. Reviews and player support were awesome, but the sales sucked. I and the whole PC team are heartbroken, but we're moving on. No choice. Thanks for your support fellas. We tried our best.

## Критика

### Рейтинги и награды
| Сводный рейтинг       | Сводный рейтинг       |
| Агрегатор             | Оценка                |
| --------------------- | --------------------- |
| GameRankings          | 84,35 %               |
| Metacritic            | 85 / 100 (28 обзоров) |
| MobyRank              | 85 / 100              |
| Иноязычные издания    |                       |
| Издание               | Оценка                |
| AllGame               | [ 63 ]                |
| GameRevolution        | С+                    |
| GameSpot              | 9,1 / 10              |
| GameSpy               | 89 / 100              |
| IGN                   | 9/10                  |
| Русскоязычные издания |                       |
| Издание               | Оценка                |
| Absolute Games        | 85 %                  |
| Game.EXE              | 4,5 / 5               |
| «Домашний ПК»         | 81 / 100              |
| «Игромания»           | 8,5 / 10              |
| «НИМ»                 | 7,4 / 10              |
| «Страна игр»          | 7,3 / 10              |

Проект считается одной из вех как в истории игровой фантастики, так и в эволюции хоррор-игр. По итогам 2001 года сайт GameSpot присудил игре три награды — за «Лучший звук», «Лучший визуальный дизайн» и «Лучшую игру, в которую никто не играл». Команда сайта выразила сожаление, что такой большой проект, как Undying, не смог продаться соразмерно своему высокому качеству. В аналогичный рейтинг игра попала и по версии сайта IGN, который также удостоил её наградой «Выбор редакции». «Проклятые» номинировались как лучший синглплеер в жанре экшен, но уступили Max Payne. Clive Barker’s Undying была номинирована на премию Британской академии кино и телевизионных искусств в музыкальной категории, впрочем, награду получила Shogun: Total War. Было отмечено, что «музыка хорошо интегрирована в игру, <…> помогая создавать напряжённость в критические моменты повествования. Интеллектуальный звук вплетён в ткань из кинематографического жанра».
Канал X-Play поставил игру на шестое место в рейтинге десяти страшнейших игр, портал GameSpy — на седьмое, IGN — также на 6 позицию, Game Revolution — без присвоения номера. Появление Тибетской пушки вошло в антирейтинг «Семь нестрашных моментов в жутких играх» (англ. The 7 least-scary moments in scary games) от веб-сайта GamesRadar, заняв четвёртое место. Автор вопрошал: «Как же мы должны бояться монстров, если у нас есть ревущая, плюющаяся льдом голова дракона, торчащая из промежности?». Clive Barker’s Undying вошла в топ «101 лучшая на свете игра для PC» (англ. The 101 best PC games ever), по версии PC Zone Magazine, расположившись на 80 месте. Рейтинг «Проклятых» на агрегаторе Metacritic составляет 85 баллов из 100. Он основан на 28 рецензиях, из которых 23 выражали позитивное мнение критиков, а 5 — смешанные отзывы.

### Обзоры
Большинство критиков положительно высказалось о сюжетном повествовании, атмосферности игры и элементах хоррора. Александр Башкиров, критик «Игромании», в своем ретро-обзоре отмечал, что игра подвержена большему влиянию Говарда Лавкрафта, нежели самого Клайва Баркера. Однако подача сюжета о «падении дома Ковенантов» выполнена в фирменном баркеровском стиле. Реальность проекта довольно зыбка, что роднит его с «Восставшим из ада» и «Кэндименом». Автор подчеркнул высокую атмосферность шутера. Сюжетное наполнение виделось Сергею Светличному, рецензенту журнала «Домашний ПК», оригинальным и достойным, а имена персонажей вызывали у него библейские ассоциации. Таль Блевинс, сотрудник IGN, счёл, что «Проклятые» обладают страшным атмосферным сюжетом, который держит зрителя в ожидании чего-то жуткого. Дмитрий Чернов, обозреватель портала Absolute Games, положительно оценил атмосферу игры, созданную благодаря таким стилистическим приёмам, как мрачное поместье, тусклый свет, грозовые облака и одинокие слуги. «Играть действительно жутко, без преувеличения. Как-то слегка бьёт по нервам, когда бродишь по подземельям монастыря, и над тобой скрипят доски, из туннеля справа раздаётся вой, а сзади кто-то шепчет „Look around!“. Всё это в соответствующем антураже мрачных серых стен, скудно освещаемой темноты подземелий, периодически гаснущих факелов, многочисленной паутины и разбросанных повсюду обглоданных трупов». Бен Сильверман, обозреватель Game Revolution, посчитал Undying жестокой и страшной игрой, с фонтанами крови и потусторонними демонами, которые порадуют поклонников жанра.

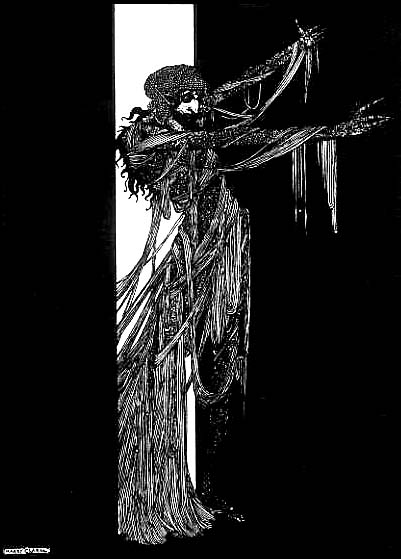
Сюжет игры близок к рассказу 1839 года «Падение дома Ашеров»

Обозреватели, за редкими исключениями, хвалили и графическое исполнение игры. Грег Касавин, критик ресурса GameSpot, восторженно отзывался о Clive Barker’s Undying. Особняк с привидениями, заполненный мерцающими факелами и зловещими тенями, декоративными элементами, толстыми деревянными дверьми и спиралевидными лестницами, по его мнению, выглядит богато, красочно и красиво. Архитектура, освещение и эффекты теней придают игре убедительности. Грег отметил реалистичность персонажей и сверхъестественных существ, поражающих плавной анимацией. Константин Подстрешный, рецензент журнала «Навигатор игрового мира», заявил, что первые уровни поражают — огромный особняк с библиотекой, оранжереей, склепом, по которому «игрок бродит… задрав голову и разглядывая цветные витражи». Однако иные локации, в частности ирландские холмы, критик посчитал нудными. Светличный назвал графику неоспоримым достоинством Undying. Безупречно нарисованные персонажи и окружающий мир хорошо проработаны и отличаются высокой детализацией — «… меня, к примеру, поразил садовник, который во время разговора вдруг снял кепку, утёр ею пот со лба и водрузил обратно». Графическое наполнение было воспринято критиком Absolute Games неоднозначно: с одной стороны он отметил прилично отрисованные помещения, развевающиеся занавески и паутину, в то время как открытые пространства выглядели примитивно, а задники — убого. Блевинс заявил, что графически проект блочный, но в целом помещения выглядят реалистично, за исключением периодически заметных текстурных швов. Особой похвалы удостоилась система модуляции тканей, позволяющая создавать колыхающиеся на ветру занавеси.
Наиболее разнообразно был воспринят игровой процесс. Касавин посчитал двуручную боевую систему интересной: «… впечатляющее заклинание „Буря черепов“ позволяет вызвать несколько косоватых, бестелесных, гогочущих черепов, которые сердито ёрзают в своей магической сцепке ровно до тех пор, пока не взорвутся». Автор подчеркнул и побочные эффекты некоторых видов магии. Так, «Щит», создающий стекловидный барьер, ухудшает периферийное зрение, покрывается трещинами и в конечном итоге разрушается с громким треском. Множество деталей подобного рода выглядят впечатляюще. К некоторым незначительным недостаткам обозреватель отнёс линейность игры, долгие паузы для загрузки уровней, несбалансированность некоторых видов оружия и заклинаний. Блевинс был впечатлён работой искусственного интеллекта и поведением монстров. Так, Воющие предпочитают атаковать стаями, и пока один из них отвлекает внимание Патрика, другие флангом заходят за спину. Скелеты открыто идут в атаку, другие монстры — прячутся и стараются не попадать под прямой натиск игрока. Различные стили боя заставляют думать, что главный герой действительно сражается со множеством различных существ. К системе управления легко привыкнуть, а широкий спектр оружия отличает игру от ближайших конкурентов. Особо Блевинс отметил заклинание экстрасенсорики, которое повышает градус атмосферности и порой позволяет увидеть причудливые вещи.
Чернов писал, что игровые монстры довольно тупы, но быстры, целеустремлённы и чересчур живучи. Способности протагониста к экстрасенсорике были охарактеризованы как забавные и приятные. Наиболее досадным упущением, по его мнению, была названа загрузка момента первого появления на уровне после смерти главного героя, а не последнего сохранения. Светличный отмечал несбалансированность игрового процесса: многочисленные дневники не придавали игре динамизма, а интеллект противников оставлял желать лучшего. Линейность проекта не вызывала раздражения у Константина Подстрешного, благодаря многочисленным дизайнерским находкам и заскриптованным сценам. Не понравилось рецензенту большинство магических способностей и невозможность пропустить fatality-анимации. Бен Сильверман также ругал искусственный интеллект врагов, называя монстров не иначе как слабоумными, а также малое разнообразие противников на ранних этапах игры. Избыточная линейность проекта осложняется постоянно закрытыми дверьми без видимой на то причины. Не понравились критику дизайнерские клише в виде разбросанных аптечек и упаковок патронов, частые загрузки уровней и отсутствие многопользовательского режима.
Единогласно положительно было воспринято звуковое и музыкальное сопровождение. Звук прекрасно передаёт атмосферу игры. По мнению Касавина, именно звук оживляет «Проклятых». Звуковые эффекты, сопровождающие игру, разнообразны и реалистичны. Изредка встречающаяся симфоническая музыка отлично вписывается в конкретные сцены. Блевинс отметил, что фоновая музыка полна готических песнопений, трелей скрипки и ударов барабана. «„Бессмертные“ сторонятся традиционного саундтрека и активно используют звуки окружающей среды. Они работают, и работают пугающе хорошо», пишет Фил Бордерсон из GameVortex. Заглавная тема, переплетающая мягкую виолончель с навязчивой классической мелодией, создаёт у слушателя ложное чувство безопасности. Некоторым обозревателям она напомнила кантату Carmina Burana.